# Love Mannheimer
Love Mannheimer, född 14 juni 1904 i Askims församling i Göteborgs och Bohus län, död 12 mars 1995 i Göteborgs Haga församling, var en svensk advokat och grundare av advokatfirman Mannheimer & Zetterlöf tillsammans med en kompanjon.

## Bakgrund
Love Mannheimer var son till praktiserande läkaren Carl Mannheimer och Maria de Maré. Han var brorson till advokaten Otto Mannheimer och finansmannen Herman Mannheimer samt sonson till finansmannen Theodor Mannheimer.

## Jurist och musiker
Efter studentexamen 1923 studerade han juridik i Uppsala och blev juris kandidat där 1928. Han gjorde sin tingstjänstgöring 1928–1931 och var anställd hos Mårten Henriques advokatbyrå i Göteborg 1931–1943. Han blev ledamot i Sveriges advokatsamfund 1934.
Tillsammans med Tage Zetterlöf grundade han advokatfirman Mannheimer & Zetterlöf i Göteborg 1943. År 1971 etablerade byrån sitt första utlandskontor i Rotterdam i Nederländerna, tillsammans med byråer från Danmark, Norge och Finland, utlandsverksamheten vidgades senare genom etablering i New York och Frankfurt under 1980-talet. 1990 blev det fusion med Carl Swartling Advokatbyrå och advokatbyrån Mannheimer Swartling var därmed bildad i sin nuvarande form.
Love Mannheimer var engagerad i ett flertal bolagsstyrelser och var riddare av Vasaorden. Han var musiker i Göteborgs orkesterförening, där han var ordförande från 1949. År 1968 belönades han med Medaljen för tonkonstens främjande av Kungliga Musikaliska Akademien.

## Familj
Love Mannheimer var från 1930 gift med läroverksadjunkten Irma Nordwall (1896–1982), dotter till ingenjören Carl Nordwall och Leontine Norell. De fick sönerna Sören 1934 och Jon 1936. Sonen Sören Mannheimer blev advokat och kommunalråd och var gift med Carin Mannheimer (född Jacobson) och far till radioprofilen Anna Mannheimer. Jon Mannheimer, som också blev advokat, är far till Clara Mannheimer.